# Division II i ishockey 1966/1967
Division II i ishockey 1966/1967 var andradivisionen i svensk ishockey under säsongen 1966/1967. Divisionen var indelad i fyra regioner (norra, östra, västra och södra) med två grupper i varje (A och B). Varje grupp hade 10 eller 12 lag och spelade 18 respektive 22 omgångar. Vinnaren i varje grupp gick vidare till kval till högsta serien, Division I eller Allsvenskan som den ofta kallades. Bottenlagen i varje serie flyttades ner till Division III nästa säsong. Deras platser togs istället av de lag som vunnit Division III-serierna. Något kval nedåt förekom alltså inte, men det hände att lag avstod från uppflyttning av olika skäl. Nedflyttningsplatserna är markerade med röd bakgrund i tabellerna, men bara lag som verkligen flyttades ner har fått en röd pil.

## Lagen
Sedan förra säsongen hade Färjestad, Hammarby, Malmö och Rönnskär flyttats ner från Allsvenskan. Flera föreningar hade gått samman sedan förra säsongen. IFK Östersund hade gått samman med IK Boston och bildat Östersunds IK. Nykomlingarna Haparanda SK hade gått samman med IK Taktik och bildat Haparanda SKT. Bjästa IF hade gått samman med Köpmanholmen IF och bildat Köpmanholmen/Bjästa IF (förkortat KB 65). IK Warpen hade gått samman med Kilafors IF och bildat Bollnäs IS. I söder hade Norrahammars IK gått samman med Tabergs SK och bildat HC Dalen. Några lag bytte även serie. Enköping i Östra B bytte plats med Norrtälje som gått upp från Division III till Division II Västra A. BK Remo flyttades från Södra A till Västra A. 

## Division II Norra
Grupp A
Före säsongsstart tippades IFK Kiruna och Rönnskär som favoriter. Norrbotten hade stora förhoppningar om att äntligen få ett lag i Allsvenskan. Rönnskär och IFK vann båda sina matcher i första omgången. I nästa omgång åkte Rönnskär till Kiruna för att möta de båda Kirunalagen, ett på lördagen och ett på söndagen. Det blev för mycket för Rönnskär som förlorade sin söndagsmatch med hela 9–1 vilket innebar at IFK Kiruna gick upp i serieledning. Följande omgångar drog IFK ifrån med ett par poäng och ställningen hölls till december då det var returmöte i Skellefteå och Rönnskär kunde segra med 3–2 och göra serien spännande igen. I näst sista omgången förlorade dock IFK mot Glommersträsk medan Rönnskär fortsatte sin segersvit som varade 18 matcher i rad och vann serien och den åtråvärda platsen i kvalserien. Överraskningar denna säsong var Glommersträsk och Kågedalen. Glommersträsk var det byalag som samlat spelare från hela Norrbotten och som lyckades spela till sig en femteplats. Kågedalen från Ersmark (Skellefteå) tog sjätteplatsen med en rad okända spelare under ledning av tidigare världsmästaren Hans Svedberg som spelande tränare.
| Nr | Lag                        | S  | V  | O | F  | GM  | IM  | MS   | P  |
| -- | -------------------------- | -- | -- | - | -- | --- | --- | ---- | -- |
| 1  | Rönnskärs IF               | 22 | 20 | 1 | 1  | 130 | 40  | +90  | 41 |
| 2  | IFK Kiruna                 | 22 | 19 | 1 | 2  | 161 | 45  | +116 | 39 |
| 3  | Kiruna AIF                 | 22 | 15 | 1 | 6  | 100 | 77  | +23  | 31 |
| 4  | IFK Luleå                  | 22 | 11 | 4 | 7  | 119 | 91  | +28  | 26 |
| 5  | Glommersträsk/Lappträsk IF | 22 | 9  | 5 | 8  | 76  | 93  | −17  | 23 |
| 6  | Kågedalens AIF             | 22 | 10 | 1 | 11 | 100 | 84  | +16  | 21 |
| 7  | Bodens BK                  | 22 | 10 | 1 | 11 | 105 | 94  | +11  | 21 |
| 8  | Piteå IF                   | 22 | 9  | 1 | 12 | 74  | 100 | −26  | 19 |
| 9  | Malmbergets AIF            | 22 | 8  | 2 | 12 | 88  | 90  | −2   | 18 |
| 10 | Medle SK                   | 22 | 6  | 2 | 14 | 76  | 114 | −38  | 14 |
| 11 | Haparanda SK/Taktik        | 22 | 3  | 2 | 17 | 51  | 127 | −76  | 8  |
| 12 | IFK Bjurfors               | 22 | 1  | 1 | 20 | 39  | 164 | −125 | 3  |

Grupp B
Inför säsongen var fjolårssegrarna Teg tillsammans med Sundsvall topptippade. Efter att Järved fallit ur toppstriden i tredje omgången blev det också dessa två lag som dominerade serien. Första seriefinalen stod i sjätte omgången och Sundsvall vann den och gick upp i ledning, men Teg var snabbt tillbaka i serieledning och då höll den säsongen ut.
| Nr | Lag                    | S  | V  | O | F  | GM  | IM | MS  | P  |
| -- | ---------------------- | -- | -- | - | -- | --- | -- | --- | -- |
| 1  | Tegs SK                | 18 | 15 | 1 | 2  | 105 | 41 | +64 | 31 |
| 2  | Järveds IF             | 18 | 12 | 1 | 5  | 61  | 40 | +21 | 25 |
| 3  | GIF Sundsvall          | 18 | 9  | 4 | 5  | 80  | 55 | +25 | 22 |
| 4  | Östersunds IK          | 18 | 9  | 3 | 6  | 78  | 58 | +20 | 21 |
| 5  | Sandåkerns SK          | 18 | 8  | 3 | 7  | 74  | 62 | +12 | 19 |
| 6  | Heffners/Ortvikens IF  | 18 | 8  | 3 | 7  | 72  | 71 | +1  | 19 |
| 7  | IFK Nyland             | 18 | 8  | 3 | 7  | 63  | 70 | −7  | 19 |
| 8  | Köpmanholmen/Bjästa IF | 18 | 6  | 0 | 12 | 42  | 76 | −34 | 12 |
| 9  | Sollefteå IK           | 18 | 4  | 3 | 11 | 53  | 78 | −25 | 11 |
| 10 | Hörnefors IF           | 18 | 0  | 1 | 17 | 21  | 98 | −77 | 1  |

## Division II Östra
Grupp A
För Strömsbro blev serien ett enda långt segertåg. De gick helt utan poängförlust genom serien med en målskillnad på över 100 mål. Tio poäng efter Strömsbro slutade ett annat Gävlelag, GGIK. I botten placerade sig Hedemora, Bollnäs samt Ockelbo som blev det enda laget att flyttas ner då serien utvidgades till 12 lag nästa säsong.
| Nr | Lag                   | S  | V  | O | F  | GM  | IM | MS   | P  |
| -- | --------------------- | -- | -- | - | -- | --- | -- | ---- | -- |
| 1  | Strömsbro IF          | 18 | 18 | 0 | 0  | 140 | 35 | +105 | 36 |
| 2  | Gävle Godtemplares IK | 18 | 12 | 2 | 4  | 83  | 54 | +29  | 26 |
| 3  | Ljusne AIK            | 18 | 10 | 2 | 6  | 82  | 41 | +41  | 22 |
| 4  | Hofors IK             | 18 | 9  | 1 | 8  | 65  | 77 | −12  | 19 |
| 5  | Alfta GIF             | 18 | 7  | 3 | 8  | 59  | 65 | −6   | 17 |
| 6  | Häradsbygdens SS      | 18 | 5  | 5 | 8  | 59  | 71 | −12  | 15 |
| 7  | Vansbro AIK           | 18 | 7  | 1 | 10 | 53  | 92 | −39  | 15 |
| 8  | Hedemora SK           | 18 | 5  | 2 | 11 | 49  | 80 | −31  | 12 |
| 9  | Bollnäs IS            | 18 | 5  | 0 | 13 | 60  | 92 | −32  | 10 |
| 10 | Ockelbo IF            | 18 | 3  | 2 | 13 | 43  | 86 | −43  | 8  |

Grupp B
Redan tidigt i serien visade det sig att seriesegern stod mellan Traneberg och Almtuna. Kampen avgjordes i näst sista omgången där Traneberg gick in med två poängs ledning och klart bättre målskillnad. Båda lagen spelade oavgjort vilket i praktiken gav Tranebergs seriesegern då 28 måls skillnad inte var möjligt att hämta in under en omgång. Sist i serien placerade sig Skuru och Göta som därför flyttades ner till Division III till nästa säsong.
| Nr | Lag             | S  | V  | O | F  | GM  | IM  | MS  | P  |
| -- | --------------- | -- | -- | - | -- | --- | --- | --- | -- |
| 1  | Tranebergs IF   | 22 | 16 | 5 | 1  | 120 | 43  | +77 | 37 |
| 2  | Almtuna IS      | 22 | 17 | 2 | 3  | 116 | 58  | +58 | 36 |
| 3  | Nacka SK        | 22 | 13 | 1 | 8  | 90  | 66  | +24 | 27 |
| 4  | IFK Stockholm   | 22 | 13 | 1 | 8  | 108 | 86  | +22 | 27 |
| 5  | Norrtälje IK    | 22 | 12 | 2 | 8  | 101 | 79  | +22 | 26 |
| 6  | Mälarhöjdens IK | 22 | 10 | 4 | 8  | 92  | 79  | +13 | 24 |
| 7  | Väsby IK        | 22 | 11 | 2 | 9  | 79  | 83  | −4  | 24 |
| 8  | Huddinge IK     | 22 | 10 | 3 | 9  | 90  | 95  | −5  | 23 |
| 9  | Sundbybergs IK  | 22 | 7  | 3 | 12 | 80  | 105 | −25 | 17 |
| 10 | IFK Lidingö     | 22 | 3  | 4 | 15 | 57  | 108 | −51 | 10 |
| 11 | Skuru IK        | 22 | 3  | 3 | 16 | 61  | 143 | −82 | 9  |
| 12 | IK Göta         | 22 | 2  | 0 | 20 | 58  | 107 | −49 | 4  |

## Division II Västra
Grupp A
Redan i första omgången gick Fagersta upp i serieledning efter 13–2 mot Södertäljelaget BK Remo. Den ledningen släppte de sedan aldrig. Före seriestarten var annars Hammarby allmänt tippade som favoriter, med Fagersta och Morgårdshammars som utmanare. Hammarby fick dock nöja sig med andraplatsen. I botten placerade sig Fagerstas andralag, Per Ols, ihop med Fellingsbro och Ludvika.
| Nr | Lag                | S  | V  | O | F  | GM  | IM  | MS   | P  |
| -- | ------------------ | -- | -- | - | -- | --- | --- | ---- | -- |
| 1  | Fagersta AIK       | 22 | 21 | 0 | 1  | 157 | 38  | +119 | 42 |
| 2  | Hammarby IF        | 22 | 18 | 2 | 2  | 146 | 79  | +67  | 38 |
| 3  | Surahammars IF     | 22 | 15 | 1 | 6  | 113 | 60  | +53  | 31 |
| 4  | Morgårdshammars IF | 22 | 12 | 3 | 7  | 119 | 89  | +30  | 27 |
| 5  | BK Remo            | 22 | 11 | 2 | 9  | 91  | 92  | −1   | 24 |
| 6  | Enköpings SK       | 22 | 11 | 2 | 9  | 81  | 90  | −9   | 24 |
| 7  | IK Westmannia      | 22 | 8  | 3 | 11 | 83  | 116 | −33  | 19 |
| 8  | Skultuna IS        | 22 | 8  | 1 | 13 | 89  | 106 | −17  | 17 |
| 9  | IFK Arboga         | 22 | 7  | 1 | 14 | 54  | 83  | −29  | 15 |
| 10 | Ludvika FfI        | 22 | 6  | 1 | 15 | 55  | 94  | −39  | 13 |
| 11 | Fellingsbro IK     | 22 | 4  | 0 | 18 | 70  | 135 | −65  | 8  |
| 12 | Per Ols BK         | 22 | 2  | 2 | 18 | 52  | 128 | −76  | 6  |

Grupp B
För första gången spelades serien med tolv lag, tio av dem kom från Värmland. Färjestad från Karlstad var starkt favorittippade och infriade också förväntningarna genom att göra 190 mål och inte förlora ett enda poäng. Lagets mest uppmärksammade spelare blev centern Conny Evensson som även vann poängligan. Tvåa placerade sig Karlskoga/Bofors (KB 63) med endast två förluster (mot Färjestad) och en oavgjord (mot Deje). I botten placerade sig Brunskog och strax före dem nykomlingarna Kil och Trollhättan.
| Nr | Lag                 | S  | V  | O | F  | GM  | IM  | MS   | P  |
| -- | ------------------- | -- | -- | - | -- | --- | --- | ---- | -- |
| 1  | Färjestads BK       | 22 | 22 | 0 | 0  | 190 | 39  | +151 | 44 |
| 2  | IF Karlskoga/Bofors | 22 | 19 | 2 | 1  | 146 | 32  | +114 | 40 |
| 3  | Grums IK            | 22 | 15 | 2 | 5  | 108 | 67  | +41  | 32 |
| 4  | Forshaga IF         | 22 | 12 | 0 | 10 | 95  | 100 | −5   | 24 |
| 5  | IK Viking           | 22 | 10 | 2 | 10 | 88  | 75  | +13  | 22 |
| 6  | Deje IK             | 22 | 10 | 2 | 10 | 110 | 115 | −5   | 22 |
| 7  | IFK Munkfors        | 22 | 10 | 2 | 10 | 79  | 98  | −19  | 22 |
| 8  | Uddeholms IF        | 22 | 8  | 2 | 12 | 91  | 91  | 0    | 18 |
| 9  | Mariestads CK       | 22 | 7  | 1 | 14 | 94  | 117 | −23  | 15 |
| 10 | IFK Trollhättan     | 22 | 5  | 2 | 15 | 64  | 111 | −47  | 12 |
| 11 | Kils AIK            | 22 | 5  | 2 | 15 | 68  | 143 | −75  | 12 |
| 12 | Brunskogs HC        | 22 | 1  | 0 | 21 | 36  | 181 | −145 | 2  |

## Division II Södra
Grupp A
För andra säsongen i rad var Husqvarna överlägsna i serien, ofta med tvåsiffrig målskillnad i matcherna. Lagledaren Mårten Jungåker uttalade att det bara fanns ett lag till i serien som höll bra Division II-klass – nämligen Tranås. I Södra B däremot såg han att det fanns ett halvdussin sådana lag. Bristen på bra motstånd straffar sig när det kommer till kval, menade Jungåker. På andra plats i serien placerade sig också mycket riktigt det tidigare allsvenska laget Tranås. Allra sist i serien helt utan segrar placerade sig nykomlingarna Finspång. Näst sista platsen togs av Huskvarnas andralag Stefa. Båda lagen flyttades ner till Division III.
| Nr | Lag            | S  | V  | O | F  | GM  | IM  | MS   | P  |
| -- | -------------- | -- | -- | - | -- | --- | --- | ---- | -- |
| 1  | Husqvarna IF   | 18 | 15 | 1 | 2  | 157 | 44  | +113 | 31 |
| 2  | Tranås AIF     | 18 | 14 | 0 | 4  | 112 | 46  | +66  | 28 |
| 3  | BK Kenty       | 18 | 12 | 1 | 5  | 84  | 52  | +32  | 25 |
| 4  | IFK Norrköping | 18 | 10 | 1 | 7  | 80  | 75  | +5   | 21 |
| 5  | Nyköpings BIS  | 18 | 7  | 2 | 9  | 67  | 73  | −6   | 16 |
| 6  | IK Sleipner    | 18 | 6  | 3 | 9  | 74  | 68  | +6   | 15 |
| 7  | Vättersnäs IF  | 18 | 6  | 3 | 9  | 66  | 83  | −17  | 15 |
| 8  | Flens IF       | 18 | 7  | 1 | 10 | 51  | 86  | −35  | 15 |
| 9  | IK Stefa       | 18 | 5  | 2 | 11 | 66  | 107 | −41  | 12 |
| 10 | Finspångs AIK  | 18 | 0  | 2 | 16 | 28  | 151 | −123 | 2  |

Grupp B
Inför säsongsstarten tippades fjolårstvåan Tingsryd som vinnare med Malmö (tidigare allsvenskt lag) och nykomlingarna Nybro som utmanare. Det skulle visa sig att nykomlingarna kunde utmana förra säsongens tvåa ordentligt. Redan i seriepremiären vann man hemma i Victoriahallen med 5–3. Tingsryd kom dock tillbaka och i näst sista omgången gick man upp på samma poäng som Nybro men med 66 måls bättre målskillnad. I sista omgången tog Tingsryd vara på chansen och vann mot Tyringe med 12–2. Tingsryds och seriens bästa kedja bestod av Lars-Göran Johansson, Uno Öhrlund och Karl-Eric Sundberg. Sist i serien placerade sig Oskarshamn, strax efter seriens båda lag från Norrahammar.
| Nr | Lag               | S  | V  | O | F  | GM  | IM  | MS   | P  |
| -- | ----------------- | -- | -- | - | -- | --- | --- | ---- | -- |
| 1  | Tingsryds AIF     | 22 | 18 | 0 | 4  | 161 | 56  | +105 | 36 |
| 2  | Nybro IF          | 22 | 18 | 0 | 4  | 127 | 72  | +55  | 36 |
| 3  | Malmö FF          | 22 | 16 | 0 | 6  | 106 | 58  | +48  | 32 |
| 4  | Sågdalens SK      | 22 | 14 | 1 | 7  | 101 | 70  | +31  | 29 |
| 5  | Östers IF         | 22 | 12 | 4 | 6  | 110 | 68  | +42  | 28 |
| 6  | Norrby IF         | 22 | 7  | 3 | 12 | 94  | 109 | −15  | 17 |
| 7  | Skillingaryds IS  | 22 | 7  | 2 | 13 | 97  | 110 | −13  | 16 |
| 8  | Tyringe SoSS      | 22 | 6  | 4 | 12 | 65  | 88  | −23  | 16 |
| 9  | IF Troja          | 22 | 7  | 2 | 13 | 76  | 110 | −34  | 16 |
| 10 | HC Dalen          | 22 | 6  | 2 | 14 | 76  | 142 | −66  | 14 |
| 11 | Norrahammars GoIS | 22 | 5  | 3 | 14 | 87  | 121 | −34  | 13 |
| 12 | Oskarshamns AIK   | 22 | 5  | 1 | 16 | 59  | 155 | −96  | 11 |

## Kvalspel till Division I
Norra kvalserien till Division I
Strömsbro och Teg tog de allsvenska platserna, men det var jämnt mellan lagen och Traneberg hade fortfarande i sista omgången en chans att nå högsta divisionen. För Strömsbro blev det åttonde säsongen i Division I, medan det för Teg blev första gången.
| Nr | Lag           | S | V | O | F | GM | IM | MS  | P |
| -- | ------------- | - | - | - | - | -- | -- | --- | - |
| 1  | Strömsbro IF  | 6 | 4 | 0 | 2 | 28 | 18 | +10 | 8 |
| 2  | Tegs SK       | 6 | 4 | 0 | 2 | 28 | 18 | +10 | 8 |
| 3  | Rönnskärs IF  | 6 | 2 | 0 | 4 | 25 | 27 | −2  | 4 |
| 4  | Tranebergs IF | 6 | 2 | 0 | 4 | 18 | 36 | −18 | 4 |

Södra kvalserien till Division I
Tingsryd och Färjestad var favorittippade i den södra kvalserien och redan efter fyra omgångar stod det klart att de tagit de allsvenska platserna. Färjestad gjorde omedelbar comeback efter att ha degraderats till Division II efter sin debutsäsong. För Tingsryd blev det första gången i högsta divisionen.
| Nr | Lag           | S | V | O | F | GM | IM | MS  | P |
| -- | ------------- | - | - | - | - | -- | -- | --- | - |
| 1  | Tingsryds AIF | 6 | 4 | 1 | 1 | 34 | 24 | +10 | 9 |
| 2  | Färjestads BK | 6 | 4 | 1 | 1 | 32 | 25 | +7  | 9 |
| 3  | Husqvarna IF  | 6 | 2 | 0 | 4 | 17 | 38 | −21 | 4 |
| 4  | Fagersta AIK  | 6 | 1 | 0 | 5 | 33 | 29 | +4  | 2 |